# Morrill (Maine)
Morrill és una població dels Estats Units a l'estat de Maine (EUA). Segons el cens del 2000 tenia 774 habitants.

## Demografia
Segons el cens del 2000, Morrill tenia 774 habitants, 299 habitatges, i 217 famílies. La densitat de població era de 18 habitants/km².
Dels 299 habitatges en un 35,5% hi vivien nens de menys de 18 anys, en un 61,9% hi vivien parelles casades, en un 9,4% dones solteres, i en un 27,4% no eren unitats familiars. En el 20,7% dels habitatges hi vivien persones soles el 8,4% de les quals corresponia a persones de 65 anys o més que vivien soles. El nombre mitjà de persones vivint en cada habitatge era de 2,59 i el nombre mitjà de persones que vivien en cada família era de 3.
Per edats la població es repartia de la següent manera: un 26,7% tenia menys de 18 anys, un 5,9% entre 18 i 24, un 30,4% entre 25 i 44, un 26% de 45 a 60 i un 11% 65 anys o més.
L'edat mediana era de 37 anys. Per cada 100 dones de 18 o més anys hi havia 92,2 homes.
La renda mediana per habitatge era de 34.583 $ i la renda mediana per família de 36.250 $. Els homes tenien una renda mediana de 29.750 $ mentre que les dones 25.096 $. La renda per capita de la població era de 15.596 $. Entorn del 13% de les famílies i el 13,1% de la població estaven per davall del llindar de pobresa.